# Horsley (Derbyshire)
Pour les articles homonymes, voir Horsley.
Horsley est une paroisse civile et un village du Derbyshire, en Angleterre.